# Korparna
Korparna är den svenske författaren Tomas Bannerheds debutroman, utgiven på Weyler förlag 2011.
Romanen rosades av kritikerna och fick också motta flera priser, däribland Augustpriset 2011.

## Bakgrund
I en intervju med finlandssvenska Hufvudstadsbladet beskriver Bannerhed debutromanen: 
| ”                 | Jag tillhör den sista generationen som växte upp på ett litet lantbruk i Sverige. För hundra år sedan var över hälften av svenskarna bönder, i dag kanske två, tre procent. Jag tänkte att om jag har språket och vill berätta någonting så ska jag förlägga historien till den miljön. Det är ett viktigt egenvärde i att skildra hur det gick till på en liten bondgård på 70-talet, det finns inte så många beskrivningar av det i svensk litteratur efter Wilhelm Moberg och Ivar Lo Johanssons tid. | „ |
| – Tomas Bannerhed | |   |

Romanen tog Bannerhed tio år att färdigställa.

## Handling
Handlingen utspelar sig i Småland under 1970-talet. Romanens protagonist, den tolvårige Klas, lever tillsammans med sin familj på en bondgård. Faderns psykotiska beteende och föräldrarnas outtalade krav att han en dag ska ta över gården växer honom över huvudet och han tar sin tillflykt till fåglarnas värld.

## Mottagande
Dagens Nyheter
Dagens Nyheters recensent Maria Schottenius var mycket positiv i sin recension. I ingressen kallar hon Korparna för "oavbrutet fängslande". Hon avslutade recensionen med att konstatera: "Det är svårt att begripa att ”Korparna” verkligen är en debut. Det är ett moget författarskap, oerhört intressant, som det ska bli roligt att följa."
Kulturbloggen
Kulturbloggen lovordade också den Korparna. Recensenten Lilly Hallberg inledde recensionen med orden "Det är så mörkt och hotfullt att jag inte vill läsa och så bra att jag inte kan sluta." Hon fortsatte: "Korparna intar ett tomrum i svensk litteratur och under läsningen växer den kanske konstiga känslan av att det är märkligt att ingen skrivit romanen tidigare. Och den är fantastiskt spännande."
Svenska Dagbladet
Svenska Dagbladet gav Korparna ett positivt omdöme. Recensenten Elisabeth Hjorth inledde recensionen med orden "Tomas Bannerhed skriver en prosa som är exceptionellt mogen och förmår skildra en fågeldate så att det blir action." Hon påpekar dock att allt i romanen inte är originellt: "Visst finns det sådant som inte är helt originellt på dessa drygt 400 sidor. Osäker pojke möter kaxig men gåtfullt skör flicka är en scen vi känner igen i manligt berättande (Betty Blue-syndromet, efter filmen med samma namn)."

## Priser och utmärkelser
Bannerhed fick motta flera utmärkelser för Korparna:
Augustpriset 2011
Korparna belönades med Augustpriset i den skönlitterära klassen 2011. Juryns motivering löd "På Undantaget kommer ingen undan sin natur. Vare sig det rör sig om jorden eller genetiken. Det handlar om far och son, om arv och miljö, om fåglar och frihetslängtan. Korparna är en klassisk utvecklingsroman, stadigt rotad i den svenska litteraturtraditionen. Men framförallt är den en roman om naturen i betraktarens öga. Och genom den unge Klas klara blick får vi se den återfödas i all sin obönhörliga storslagenhet: dödlig och frodig, sällsam och magisk. Tomas Bannerhed plöjer helt nya fåror i ordbruket. Vi kan inte annat än förundras över denna rikedom: från rönnbärens färg till rördrommens flykt."
Borås Tidnings Debutantpris 2012
Juryns motivering: "För en roman som med tyngd och trovärdighet rör sig över gränsen mellan yttre och inre landskap och med sagoton och saklighet öppnar sig mot en nära historia där utvecklingens offer ännu är oräknade."
Studieförbundet Vuxenskolans författarpris 2011
Juryns motivering: "Tomas Bannerheds debutroman Korparna indikerar ett stort författarskap i vardande. Bannerheds prosa är mogen och distinkt. Korparna låter oss följa huvudpersonen Klas. Kravet från äldre generationer att fortsätta i faderns fotspår och rädslan för en sjukdom som tycks gå i arv begränsar Klas möjligheter att forma sitt eget liv."
Bannerhed kommenterade priset på följande sätt: "Att få SV s författarpris känns väldigt bra. Folkbildning är för mig ett positivt laddat begrepp och jag är mycket glad för att bli förknippad med det."
Växjö kommuns kulturpris 2012
Juryns motivering: "Tomas Bannerhed tilldelas Växjö kommuns kulturpris år 2012 för att han genom sin unika och prisbelönta roman Korparna har skildrat den sista generationsväxlingen på ett småländskt lantbruk under 1970-talet. Romanen karaktäriseras av såväl starka personporträtt som av levande och initierade natur- och miljöskildringar berättade på ett utmejslat språk, i en alldeles egen, småländsk ton."

### Fotnoter
1. ↑  ”Tomas Bannerhed får årets Augustpris”. Arkiverad från originalet den 8 november 2017. https://web.archive.org/web/20171108095914/http://gamla.hbl.fi/kultur/personportratt/2011-11-22/bokrecension-att-inte-bli-bonde. Läst 8 november 2017.
2. 1 2  ”Möt Tomas Bannerhed”. Sveriges Radio. 29 december 2011. http://sverigesradio.se/sida/artikel.aspx?programid=1637&artikel=4881689. Läst 5 juni 2012.
3. ↑  Schottenius, Maria (11 april 2011). ”Tomas Bannerhed: "Korparna"”. Dagens Nyheter. http://www.dn.se/dnbok/bokrecensioner/tomas-bannerhed-korparna. Läst 5 juni 2012.
4. ↑  Hallberg, Lilly. ”Recension av Augustvinnaren Korparna av Tomas Bannerhed”. Kulturbloggen. http://kulturbloggen.com/?p=46811. Läst 5 juni 2012.
5. ↑  Hjorth, Elisabeth (13 april 2011). ”Flygfärdig romandebutant”. Svenska Dagbladet. http://www.svd.se/kultur/litteratur/flygfardig-romandebutant_6085725.svd. Läst 5 juni 2012.
6. ↑  ”Tomas Bannerhed”. Augustpriset. Arkiverad från originalet den 20 januari 2012. https://web.archive.org/web/20120120151403/http://augustpriset.se/nominerade-2011. Läst 5 juni 2012.
7. ↑  Lindbom, Victor (23 februari 2012). ”Bannerhed får Borås Tidnings debutantpris”. Dagens Nyheter. Arkiverad från originalet den 25 februari 2012. https://web.archive.org/web/20120225055221/http://www.dn.se/dnbok/dnbok-hem/bannerhed-far-boras-tidnings-debutantpris. Läst 5 juni 2012.
8. 1 2  ”Tomas Bannerhed får Vuxenskolans författarpris”. Studieförbundet Vuxenskolan. Arkiverad från originalet den 18 april 2013. https://archive.is/20130418094058/http://www.sv.se/sv/Nyheter/Almanna-nyheter/Tomas-Bannerhed-far-Vuxenskolans-forfattarpris/. Läst 5 juni 2012.
9. ↑  ”Kulturpriset går till Tomas Bannerhed”. Växjö kommun. Arkiverad från originalet den 3 maj 2012. https://web.archive.org/web/20120503235945/http://vaxjo.se/Uppleva--Gora/Nyheter3/Kulturpriset-till-Tomas-Bannerhed/. Läst 5 juni 2012.